# Андреяс
Андреяс — негус Ефіопії з Соломонової династії. Був старшим сином Єшака I.
Про його життя відомо мало. Відомо лише, що він був похований разом зі своїм батьком у храмі Тадбада Мар'ям.